# Monastère de Kumanica
Le monastère de Kumanica (en serbe cyrillique : Манастир Куманица ; en serbe latin : Manastir Kumanica) est un monastère orthodoxe serbe situé à Vrbnica, dans le district de Zlatibor et dans la municipalité de Sjenica en Serbie. Il est inscrit sur la liste des monuments culturels protégés de la république de Serbie (identifiant no SK 504).
L'église du monastère est dédiée à saint Gabriel.

## Localisation
Le monastère de Kumanica est situé entre Prijepolje et Bijelo Polje, au village de Vrbnica, à 13 km de Brodarevo. Il se trouve dans la vallée du Lim, le long de la ligne ferroviaire Belgrade-Bar. 

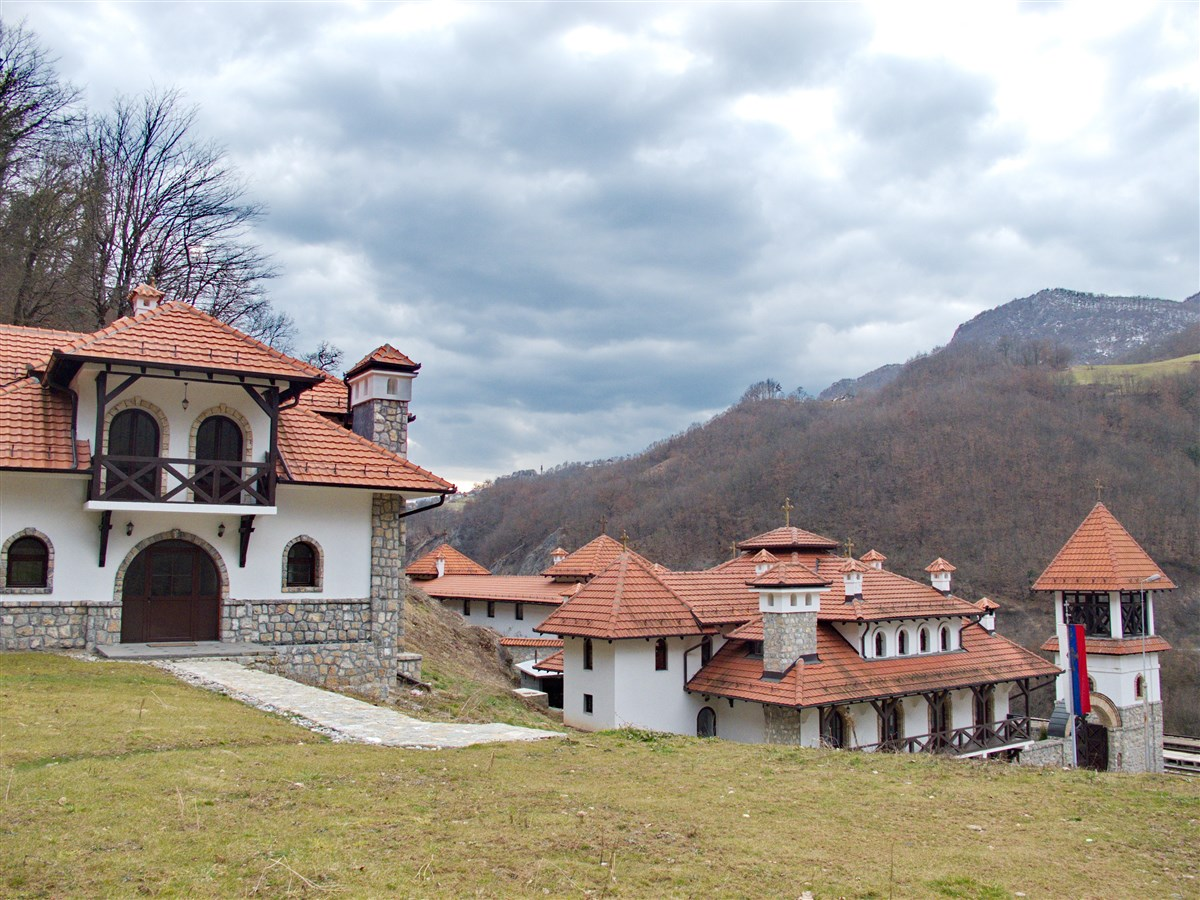
Bâtiments dans le monastère.

## Histoire
La première mention écrite du monastère de Kumanica remonte à 1514. En revanche, le site conserve des traces de constructions antérieures, datées de la fin du XIIIe siècle au milieu du XVe siècle,. Il connut son âge d'or dans la seconde moitié du XVIe siècle et au XVIIe siècle,. En 1926, l'architecte Aleksandar Deroko visita le monastère et trouva son église en ruine. Elle fut restaurée en 1933 par Đorđe Bošković, selon l'hypothèse que sa construction remontait aux XVIe – XVIIe siècles. 
La partie nord du monastère a été détruite lors de la construction de la ligne ferroviaire Belgrade-Bar.
Le monastère a de nouveau été rénové et reconstruit en 2000. L'église a été sanctifiée le 12 novembre 2000.